# 고대 대불가리아
고대 대불가리아(Old Great Bulgaria) 혹은 대불가리아(Great Bulgaria, 비잔티움의 연대기에서는 Παλαιά Μεγάλη Βουλγαρία)는 비잔티움 제국의 역사서에 등장하는 용어로써 7세기 볼가강(Volga) 하류에서 드네스트르강(Dniester)까지 범위의 캅카스산맥 북부, 스텝 지대를 지배했던 불가르(Bulgar)의 군주 쿠브라트(Kubrat)의 치세를 가리켜 나타낸다. 오노구리아(Onoguria)라고도 부른다.

## 쿠브라트
쿠브라트{쿠르트(Kurt) 혹은 후부라트(Houvrat)라고도 한다.}는 유력씨족이었던 두로 가문(Dulo clan)의 출신으로 불가르인의 지도자로써 정당한 계승권을 갖고 있었다. 쿠브라트의 부모 올가나(Organa)가 불가르족의 섭정을 맡고 있던 동안 쿠브라트는 비잔티움 제국에서 젊은 시절을 보내고, 교육과 세례를 받았다.
618년쯤 쿠브라트는 고향에 돌아와 얼마안가 아바르(Alan)인의 칸(Khagan)의 승인을 얻어 불가르인의 지도자가 되었다. 이후 쿠브라트는 아바르인에 의한 지배에서 벗어나길 기도했고, 서돌궐에게도 벗어났다(이것은 왕조 전쟁에 얽혀서였다.).

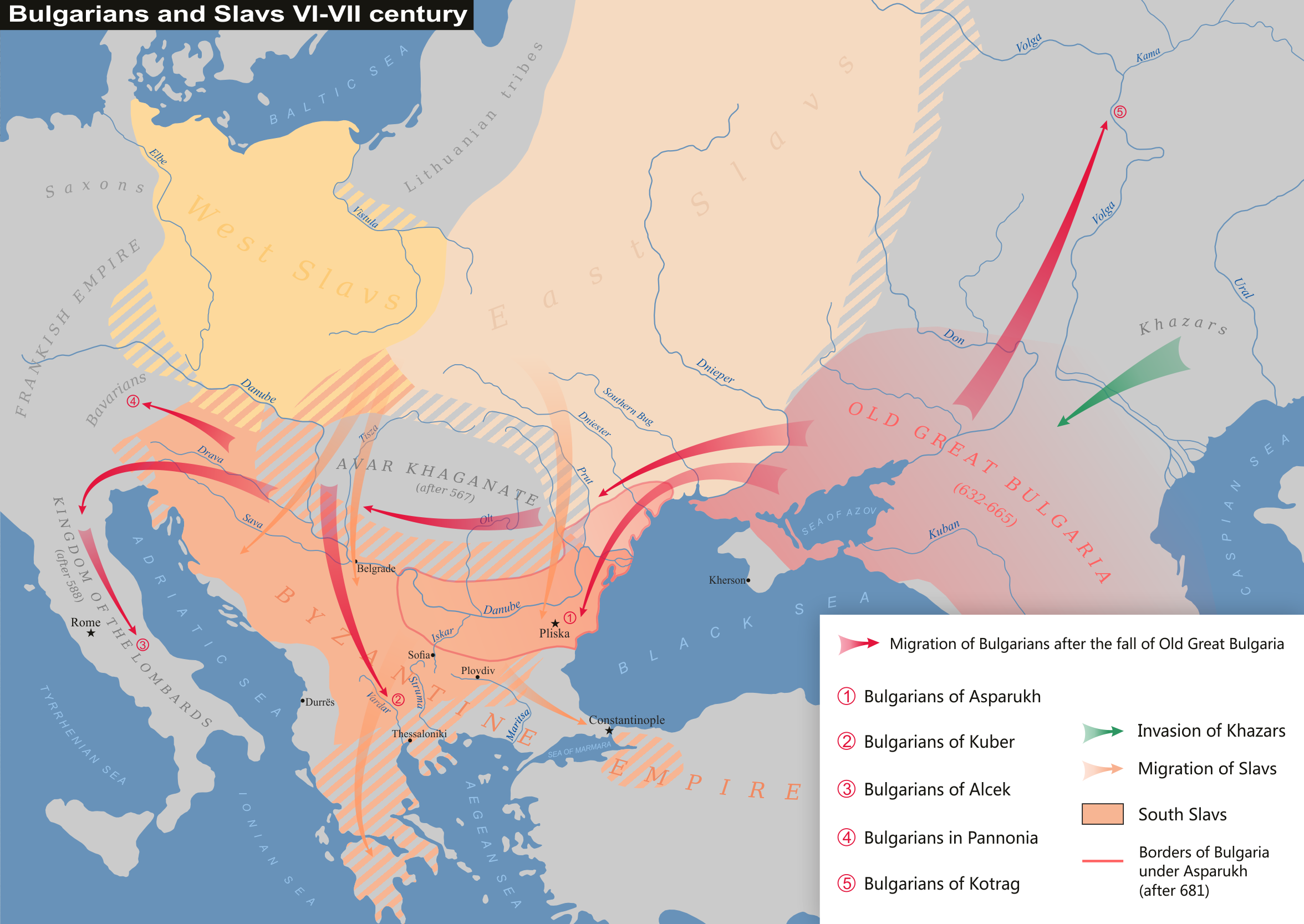
6-7세기 불가르 정착지

## 성립
610년부터 613년까지의 기간 동안 쿠브라트 칸은 2개의 주요 불가르인의 씨족인 쿠트릴글(Kutrigur)와 우티글(Utigur)의 통일을 노렸고, 강대한 연합국가를 만들어내 중세의 저자들로부터 고대 대불가리아
 혹은 오노군두르(Onogundur)-불가르 제국(서유럽에서는 오노그 후리아(Onoghuria))로써 기록되었다. 쿠브라트의 영향하에 있던 아바르인도 여기에 포함되었고, 따라서 판노니아 평원(Pannonian Plain)까지 영향력이 미쳤을 것이라고 생각하는 사람도 있다.
대불가리아의 중심지는 크라스노달 지방의 타만반도에 있던 파나고리아(Phanagoria)였다. 쿠브라트의
묘는 1912년 우크라이나의 폴타바 근처의 페레시체리나(Pereshchepina)에서 발견되었다.

## 붕괴와 후대 국가
쿠브라트의 죽음에 이어서 벌어진 사건에 대해서는 비잔티움 총주교의 니케포루스 1세(Nicephorus 1). 가 기술하였다. 기술에 의하면 비잔티움 황제 콘스탄티누스 4세(Constantine IV)의 시대에 쿠브라트는 죽었고, 그의 5명의 아들들 중 최연장자였던 바트바얀(Batbayan)은 그대로 나라에 머물렀다. 하자르(Khazar)에 의한 강력한 압력 때문에 쿠브라트의 다른 아들들은 '적에게 맞써기 위해서 결속하거라'라는 아버지의 가르침에 반하여 각자 이반해 자신의 씨족을 이끌게 되었다.

### 볼가 불가르
코트레그(Kotrag)는 쿠트리글(Kutrigurs) 혹은 코트라그(Kotrags)의 지도자가 되어 볼가강 중류로 돌아가 후에 볼가 강과 카마 강(Kama)의 합류지점에 볼가-불가리아(Volga Bulgaria)를 세웠다. 볼가 불가리아는 이윽고 강대한 나라가 되었다. 볼가-불가르{혹은 은의 불가르(Silver Bulgars)라고도 부른다.}는 9세기에는 자발적으로 이슬람교로 개종해 13세기까지 자신의 민족의식을 유지해 1233년 칭기스 칸의 몽골의 침입을 물리쳤다. 그렇지만 그들은 그 후 얼마안가 제압되어 중심도시였던 볼가르(Bolghar)는 황금 유목민의 수도가 되었다. 그 후 불가르인은 타타르족(Tatars)과 혼혈이 진행되었다. 러시아 연방의 타타르스탄(Tatarstan)과 추바시아(Chuvashia) 시민은
이들 불가르인의 자손이라고 볼 수 있었다.

### 마케도니아의 불가르
쿠베르(Kuber)는 시르미움(Sirmium)을 지배했다. 그 땅에는 불가르인, 로마인, 그리스인, 슬라브인, 게르만인 등이 혼재했고, 아바르 칸국의 속령이었다. 반란이 있은 후, 쿠베르는 사람들을 마케도니아로 이주시켰다. 여기서 쿠베르가 이끌었던 사람들은 케르미시아(Keremisia)에 정착해 테살로니키(Thessaloniki) 정복을 시도했으나 실패로 끝났다. 그 후 쿠베르는 역사상에서 모습을 감추게 되었고, 그를 따랐던 사람들은 마케도니아 지방의 슬라브인들과 동화되었다.

### 남이탈리아의 불가르
그 밖의 불가르의 씨족으로는 662년쯤 "아르체크 공"(Duke Alzeco)(Altsek)이 이끄는 일파는 롬바르드족(Lombards)과 더불어 아바르에서 도망쳐 롬바르드의 왕 베네벤토의 그리모아르드 1세(Grimoald I of Benevento)에게 군사임무를 맡는 대신 영토를 요구했다. 처음 일파는 라벤나(Ravenna)에 정착했으나, 후에는 더 남쪽으로 이동했다. 그리모아르드는 베네벤토에 있던 아르체크의 일파에 대해 자신의 아들인 로무아르드 1세(Romuald)를 보냈다. 로무아르드에 의해 아르체크 일파는 광대하지만 당시에는 불모의 땅이던 나폴리(Naples)의 북동쪽의 영지 세피노(Sepino), 보비아눔(보이아노(Boiano), 이세르니아(Isernia) (아펜니노산맥(Apennines) 속, 지금도 현재는 몰리세주(Molise)에 속한다)를 하사했다. 이때까지
공의 칭호였던 아르체크는 이것을 대신해 롬바르드의 칭호 "가스타르드"(Gastald)를 받았다. 파우르스 디아코누스(Paul the Deacon)는 787년 저서 "롬바르드 사람들의 역사"(History of the Lombard People)에서 불가르인이 당시에도 같은 영지에 살고 있었고, 라틴어를 말할 수 있어 "자신의 독자의 언어를 아직 버리지 않았다."라고 기록했다.
보이아노 근교의 있던 7세기의 비첸네(Vicenne)-캄포키아로(Campochiaro)의 네크로폴리스(necropolis)에서 이루어진 발굴조사에서 약 130개의 유체가 발견되어 그중 13개는 인간의 유체였고 나머진 말의 유체 및 게르만, 아바르에 기원을 둔 기물과 함께 발견되었다. 말의 유체는 중앙 아시아의 야생말의 특징을 갖고 있어 이 지방에 불가르인이 거주했던 것이 확실하다는 것을 설명하고 있다.

### 코카서스의 불가르 발가르
쿠브라트의 장남 바트바얀이 이끄는 일파는 흑불가르(Black Bulgars)라고 불렸고, 그 후에도 고향에 계속 머물러 이윽고 하자르의 지배하에 들어갔다. 현재 발가르족(Balkars)이 흑불가르의 자손이 아닐까 하는 견해도 있다. 발가르인은 자신을 마르카 강(Malka)의 이름에서 유래된 말카르(Malkars)라고 칭하고, 킵차크인(Kipchak)계의 투르크어로 말했다. 투르크어에서 "b"가 "m"으로 변화한 것은 이러한 이유에서였다.

### 제1차 불가리아 제국
쿠브라트의 3남 아스파르흐(Asparuh)는 훗날 비잔티움 제국이 지배하던 모이시아(Moesia)와 도브루자(Dobrudja)를 정복하고 680년 제1차 불가리아 제국을 건국했다.

## 오노그리아의 어원
오노그리아에서는 다음과 같은 변형된 이름이 있다.
Onoghuria, Onoguri, Onoghuri, Onghur, Ongur, Onghuri, Onguri, Onghuria, Onguria, Onogundur, Unogundur, Unokundur, 기타
이 어원에는 다음과 같은 설이 있다.
- 캅카스 아바르(Caucasian Acars)의 언어에서 오노그리아는 "영원불멸"을 의미한다고 알려져, uno는 "영원", guro는 "불멸"을 의미한다.
- 투르크어에서 On는 "10", Ghur는 "화살"을 의미해 "10개의 화살"은 10개의 씨족의 연합을 의미하는 것으로 보고 있다.
- 그 이외의 설에는 투르크어에서 "z"의 음은 서쪽으로 이동하면서 "r"로 바뀌었기 때문에 오구즈(Oguz/Oghuz)는 서쪽에서 오구르(Ogur/Oghur)로 바뀌게 되었다. 그 때문에 오노그르는 "10개의 오구즈의 씨족"을 의미한다고 보고 있다. 이 시점을 옹호하는 견해로써 신화상의 투르크인의 기원이라고 하는 투가르마프(Togarmah)의 10명의 자식들 중에 불가르가 포함되어 있는 것을 들 수 있다.
- 그 외 오노그르를 아르메니아의 문헌에 등장하는 불가르의 일파 unok-vndur와 결부시켜 생각하는 측도 있다.

### 그 외 용법
마자르인(Magyars)을 포함해 7개의 핀우고르계(Finno-Ugric)의 씨족과 3개의 하자르계의 씨족이 합류해 "10개의 화살" 혹은 "오노그르"라고 알려지게 되었다. "헝가리"의 명칭은 이 오노그르에서 유래되었다고 생각된다. 루마니아어에서 "헝가리"의 호칭은 "운구르"(Ungur), 불가리아어에서 호칭은 "운가르"(Ungar)는 "오노그르"와 매우 유사하다.

## 같이 보기
- 불가르족
- 발하라 왕국
- 제1차 불가리아 제국